# Sarcolestes
Sarcolestes là một chi khủng long Ornithischia thuộc nhóm Ankylosauria, được phát hiện trong thành hệ Oxford Clay tại Anh. Loài điển hình và cũng là loài duy nhất là S. leedsi, mẫu gốc là một phần hàm dưới trái. Chi này được mô tả bởi Richard Lydekker năm 1893, người đã tưởng nhầm đây là một Theropoda.